# Motor Trend (periodico)
Motor Trend è un periodico mensile statunitense di automobilismo, fondato nel settembre del 1949.

## Contenuti e sezioni

### Test stradali
La rivista Motor Trend fornisce ai suoi lettori "prove su strada" scritte di veicoli. Questi test su strada sono pubblicati mensilmente e hanno lo scopo di fornire ai lettori informazioni sul veicolo in vetrina, su alcuni aspetti del veicolo e su ciò che i lettori possono aspettarsi se il veicolo viene acquistato.

### Confronti di veicoli
Esistono due tipi principali di confronti tra i veicoli. I confronti regolari di solito contrappongono due o tre veicoli in base alle loro caratteristiche. Sul canale YouTube di Motor Trend (intitolato "Motor Trend Channel"), Motor Trend mette il miglior confronto del mese in una serie chiamata "Head 2 Head", dove i redattori confrontano le automobili tramite YouTube. I confronti di Big Test tipicamente sono caratterizzati da cinque a sette veicoli, tutti confrontati l'uno con l'altro. In un certo senso, un confronto tra veicoli è come una grande prova su strada con molti veicoli, piuttosto che solo uno.

### La tendenza
La tendenza offre ai lettori le novità più recenti nel settore automobilistico. Questa sezione può presentare notizie su produttori, richiami, ecc. "Nuovi arrivati" (modelli recentemente ridisegnati o completamente nuovi), insieme a brevi articoli informativi, possono anche essere trovati in questa sezione.

### Motor Trend Garage
Motor Trend mantiene una flotta di auto di prova a lungo termine presso la sua sede centrale a Los Angeles, in California. La maggior parte dei redattori è assegnata a ciascuna di esse, e il loro compito è quello di guidare quell'auto e farne un report dettagliato. Ogni mese, alla flotta vengono aggiunti uno o due veicoli nuovi, in sostituzione di uno o due veicoli in uscita dalla flotta. Ogni test a lungo termine dura circa un anno. Non tutti i veicoli ricevono un aggiornamento stampato ogni mese. Questa sezione si trova in genere verso la fine della rivista.

### Altri articoli
Altri tipi di articoli sono talvolta presenti nella rivista Motor Trend. Ad esempio, in un numero della rivista, potrebbe esserci una caratteristica speciale sui test "Real MPG" di Motor Trend. Per questi test, Motor Trend misura il consumo di carburante di un veicolo in una serie di condizioni, quindi confronta i risultati con il consumo stimato di carburante EPA che i produttori forniscono ai concessionari, che poi li forniscono ai propri clienti.

## Auto dell'anno

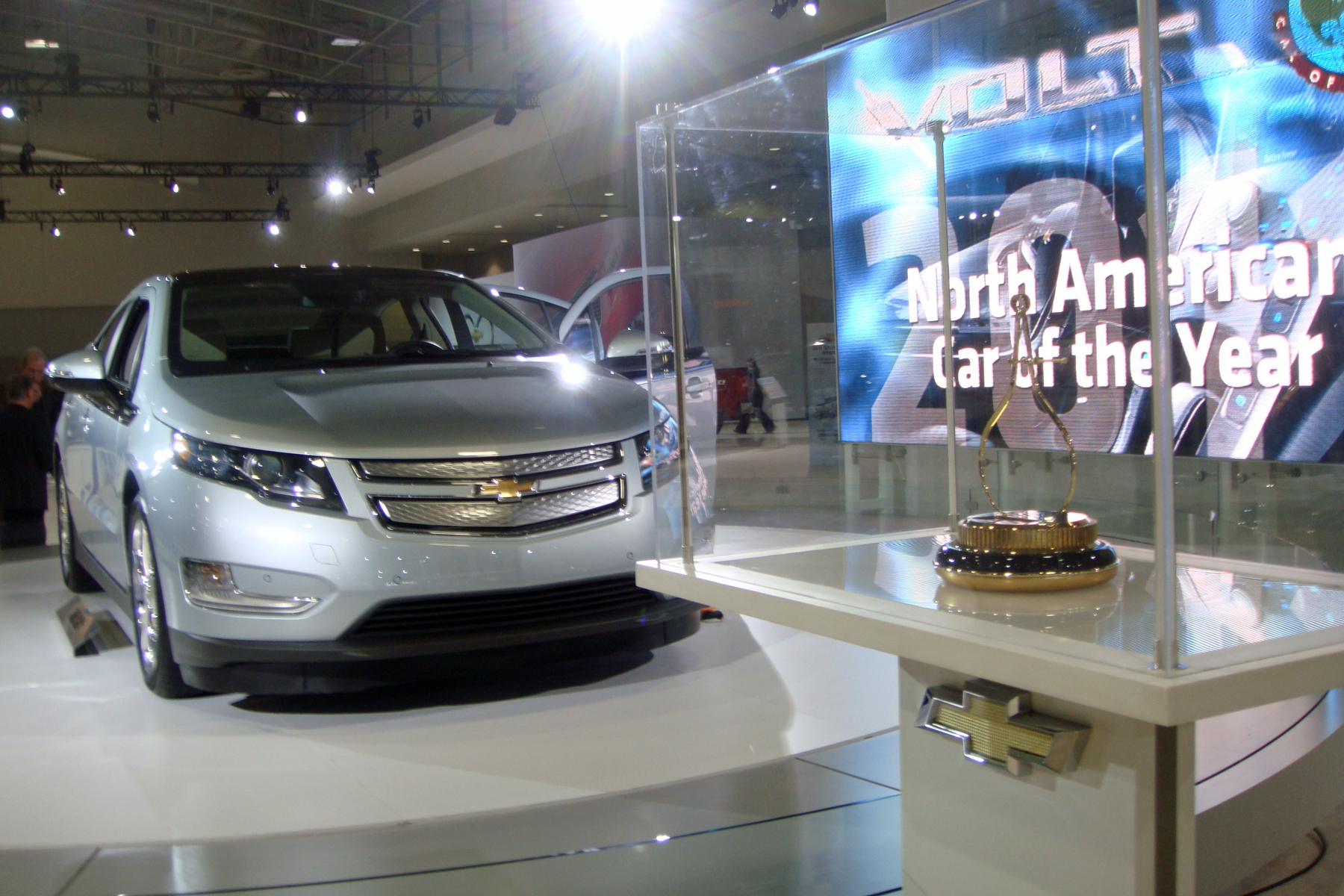
La Chevrolet Volt vincitrice del COTY award nel 2011

Una delle prime e più durature creazioni della rivista fu il premio Car of the Year, dato quasi ininterrottamente dal suo inizio. 
Il primo vincitore fu nel 1949 la Cadillac, che comprendeva un innovativo motore V8 a valvole in testa; se all'inizio la società rifiutò inizialmente il premio, ora fa riferimento con orgoglio alle sue vittorie COTY nei riferimenti pubblicitari. Il premio ha attraversato diverse modifiche nel corso degli anni, essendo precedentemente nominato Golden Wheels Award negli anni '70 e avendo dato vita anche ad altri premi come Truck of the Year e Import Car of the Year e SUV of the Year. Tuttavia, è ancora ambito dai produttori ed è solitamente coperto dalla stampa mainstream come la distinzione più importante premiata nell'industria automobilistica americana.
Tra gli ultimi vincitori del premio COTY figurano la Chevrolet Volt (2011), la Volkswagen Passat (2012), la Tesla Model S (2013), la Cadillac CTS (2014), la Volkswagen Golf (2015) e la Chevrolet Camaro (2016).

## Guida alle auto nuove
La rivista pubblica un'edizione speciale ogni settembre e ottobre con l'uscita dei nuovi veicoli. A settembre si occupa principalmente di berline, coupé, ecc., mentre a ottobre la rivista esamina fuoristrada, monovolume e veicoli sportivi (SUV).

## Canale televisivo
Nell'aprile 2018, in seguito all'acquisizione di una partecipazione di maggioranza della  TEN da parte della Discovery Communications, e al suo contributo del canale via cavo Velocity nel gruppo, è stato annunciato che il canale cambierà il nome in Motor Trend Network

### In Italia
Il 29 aprile 2018 alle ore 6:00, viene lanciato Motor Trend in Italia con la trasmissione Car Crash Tv in sostituzione di Focus, il cui brand è passato nel frattempo nelle mani di Mediaset ed  è visibile sul canale 59 del digitale terrestre, 57 di Tivùsat, e 419 di Sky Italia.